# Enrico Colombini
Enrico Colombini (Brescia, 1953) è un autore di videogiochi e informatico italiano.
Era noto sulla scena informatica italiana degli anni '80-metà '90 come autore di articoli e libri di divulgazione, ideatore di corsi e programmatore.

## Biografia
Iniziò nel campo dell'elettronica lavorando come progettista indipendente, poi fondò una piccola azienda del ramo con alcuni amici. Si avvicinò alla programmazione con le calcolatrici programmabili HP usate per progettare; scrisse i primi giochi con la HP-97. A metà degli anni '70 si interessò ai microprocessori e in seguito in azienda venne acquistato un Commodore PET 2001, poi un Apple II e così via.
Iniziò la carriera editoriale scrivendo occasionalmente articoli per riviste di elettronica e poi di informatica, in particolare Bit. Poi nel 1982 decise di lasciare il campo dell'elettronica, senza idee precise su cosa fare, e finì entro pochi mesi a lavorare per il Gruppo Editoriale Jackson alla realizzazione di un'enciclopedia del personal computer, entrando così nel campo della didattica informatica. Secondo i sondaggi della rivista Gigabyte, Colombini era apprezzato per il suo modo accattivante di presentare e comunicare le informazioni.
Nel 1982 Colombini ha prodotto in collaborazione con la moglie Chiara Tovena il primo videogioco di avventura testuale in lingua italiana pubblicato commercialmente (per piattaforma Apple II), intitolato Avventura nel castello.
Nell'ambito delle avventure, accanto alla sua opera come programmatore, Colombini si è occupato di divulgazione, sia con testi relativi alle avventure testuali (pubblicati prevalentemente dal Gruppo Editoriale Jackson), sia con frequenti articoli e recensioni di avventure testuali e grafiche d'oltreoceano (specie su Super Apple sempre della Jackson). Diverse altre avventure in italiano di Colombini vennero pubblicate come allegati ai libri.

## Opere

### Videogiochi
- Avventura nel castello, avventura testuale per Apple II, 1982
- Melopoli (variante del Monopoly) per Apple II, 1983[4] e Mac Melopoli per Apple Macintosh, 1985[5]
- L'astronave condannata, avventura testuale allegata ai libri del 1985[5]
- L'anello di Lucrezia Borgia, avventura testuale allegata ai libri del 1985[5]
- Operazione Zanna Bianca, gioco di esempio i cui sorgenti erano pubblicati sui libri della serie sotto elencata Avventure, 1985
- In cerca di fortuna, avventura per Macintosh basata su un racconto di Andrea Angiolino, 1988[5]
- L'apprendista stregone, avventura allegata al libro per MS-DOS, 1988[5]
- Il drago delle caverne, avventura per DOS, 1988[6]
- Signori della galassia, strategico per DOS, 1991; Colombini ha partecipato alla conversione DOS del gioco di Roberto Cerruti per Apple II[7].
- Echo!, definito un "audiogame espandibile" per DOS, 1995. Derivato da una versione HyperCard scritta con Chiara Tovena nel 1988.[7]
- Subbuteo uscito a settembre 2008 per la console Nintendo DS, programmato da Artematica e pubblicato dalla 505 Games. In questo titolo Enrico Colombini appare citato come additional code.
- Diabolik: The Original Sin, avventura grafica per Nintendo DS, programmato da Artematica e pubblicato dalla Black Bean Games, 2009. Colombini appare citato come code manager.
- Ico Soccer per Nintendo DS, Artematica/Black Bean Games, 2009. Partecipa alla programmazione.[8]
- Locusta temporis, ebook-game per e-reader e applicazione per iPhone, pubblicati da Quintadicopertina rispettivamente nel 2010 e 2011

### Altro software
Insieme ad alcuni dei suddetti giochi di avventura ha prodotto il Modulo Base, un programma scritto in linguaggio BASIC portabile che veniva venduto nel floppy disk allegato ad alcuni suoi libri, e che permette di imparare a programmare un proprio gioco di avventura.
Nel 1989 ha realizzato ILDA, interprete per lezioni di autoistruzione, usato per i corsi interattivi PC BASIC e Corso di C.
Nel 1993 ha realizzato Igloo, ipertesto grafico, usato per il corso PC Subito.
In tempi più recenti ha scritto un framework JavaScript per la scrittura facilitata di racconti gioco o altre opere interattive in HTML, dal nome IDRA, distribuito secondo i termini della licenza GNU GPL.

### Libri
- Scrivere un gioco di avventura sul personal computer, Gruppo Editoriale Jackson, 1985[9]
- Avventure versione Apple II, Gruppo Editoriale Jackson, 1985 (con dischetto)
- Avventure versione PC IBM, Gruppo Editoriale Jackson, 1985 (con dischetto)
- Avventure versione Commodore 64, Gruppo Editoriale Jackson, 1985 (con cassetta)
- Avventure versione Sinclair Spectrum, Gruppo Editoriale Jackson, 1985 (con cassetta)
- Avventure versione MSX, Gruppo Editoriale Jackson, 1985 (con cassetta)[9]
- Apple IIGS, esempi di programmazione in C, Apple Italia, 1987[2]
- Avventure per MS-DOS, Gruppo Editoriale Jackson, 1988 (con dischetto)
- Interactive Fiction & ebooks, Quintadicopertina, 2013
- Coding – Programmare è un gioco!, con Andrea Ferraresso, Luigi Ferraresso e Giulio Bonanome, quaderno operativo, De Agostini Scuola, 2015
- Coding – Programmare è un gioco!, con Andrea Ferraresso, Luigi Ferraresso e Giulio Bonanome, guida per insegnanti, De Agostini Scuola, 2015
- Guida Coding – Primi passi nella programmazione e nello storytelling, con Andrea Ferraresso, Luigi Ferraresso e Giulio Bonanome, De Agostini Scuola, 2016
- Technologica vol. C – Coding e robotica, con Andrea Ferraresso, De Agostini Scuola, 2017
- Next, con Andrea Ferraresso, Luca Scalzullo e Giuseppe Sardo, De Agostini Scuola, 2020[9]

### Corsi a fascicoli in edicola
- ABC Personal Computer, con Enrico Odetti, 25 lezioni, Jackson, 1983[2]
- PC BASIC, 8 lezioni, Jackson, 1989[2]
- Corso di C, 8 lezioni, Jackson, 1990[2][10]
- PC Subito, 25 lezioni, Jackson Libri, 1994[2]
- PC per tutti, 25 lezioni, Jackson Libri, 1996
- Elettronica per tutti, 50 lezioni, Jackson Libri, 1998
- Tu e il tuo computer, 25 lezioni, Jackson Libri, 1999
- Internet facile, 12 lezioni, Jackson Libri, 2000[9]

### Giornalismo
Colombini ha pubblicato numerosi articoli su riviste italiane (principalmente Bit, Super Apple, Apple Soft) e occasionalmente statunitensi (Micro, Call-A.P.P.L.E., Mac Tutor).